# Swiss Leaks

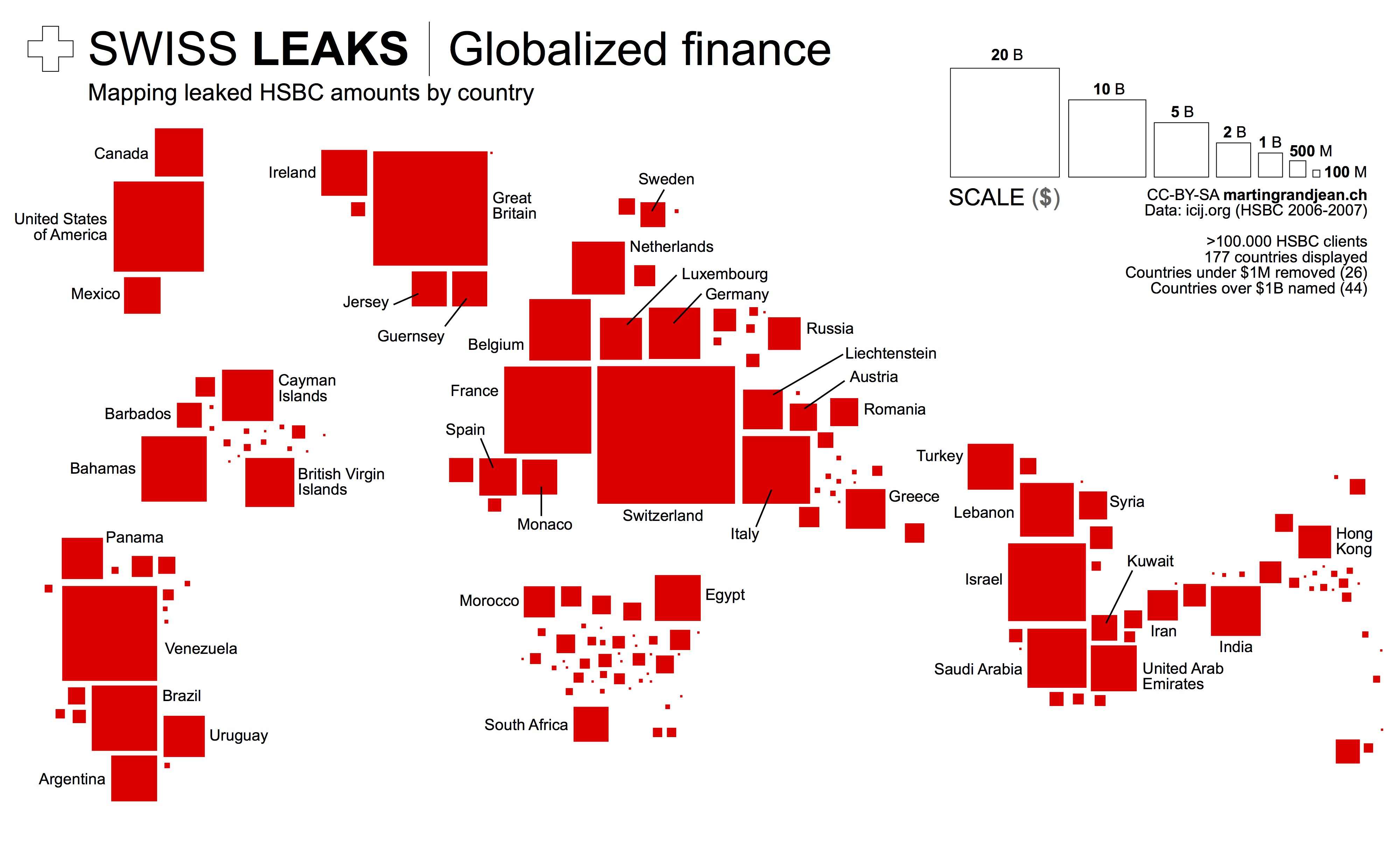
Mapa de las cuentas bancarias de HSBC según Swiss Leaks.

Swiss Leaks (o SwissLeaks) es el nombre de una investigación periodística de un gigantesco ardid de evasión fiscal supuestamente operado con el conocimiento y el consentimiento de la multinacional británica HSBC a través de la subsidaria de Suiza, HSBC Private Bank (Suisse).
La investigación fue publicada en febrero de 2015 por el Consorcio Internacional de Periodistas de Investigación (ICIJ) en febrero de 2015 a través de su página web sobre cuentas bancarias en Suiza con el título Swiss Leaks: Murky Cash Sheltered by Bank Secrecy. La investigación fue realizada por más de 130 periodistas en París, Washington, Ginebra y otros 46 países.
Los investigadores alegan que 180,6 mil millones de euros fueron mantenidos por la HSBC en Ginebra, por más de 100 mil clientes y 20 mil compañías offshore entre noviembre de 2006 y marzo de 2007. Los datos para este período provienen de archivos extraídos de un exempleado de HSBC Private Bank, el ingeniero de software Hervé Falciani, que se entregó a las autoridades francesas a finales de 2008. La información revelada ha sido llamada como "la mayor filtración en la historia bancaria suiza".
La ICIJ alegó que el banco se benefició de los evasores de impuestos y otros clientes.